# Grab des Aigisthos

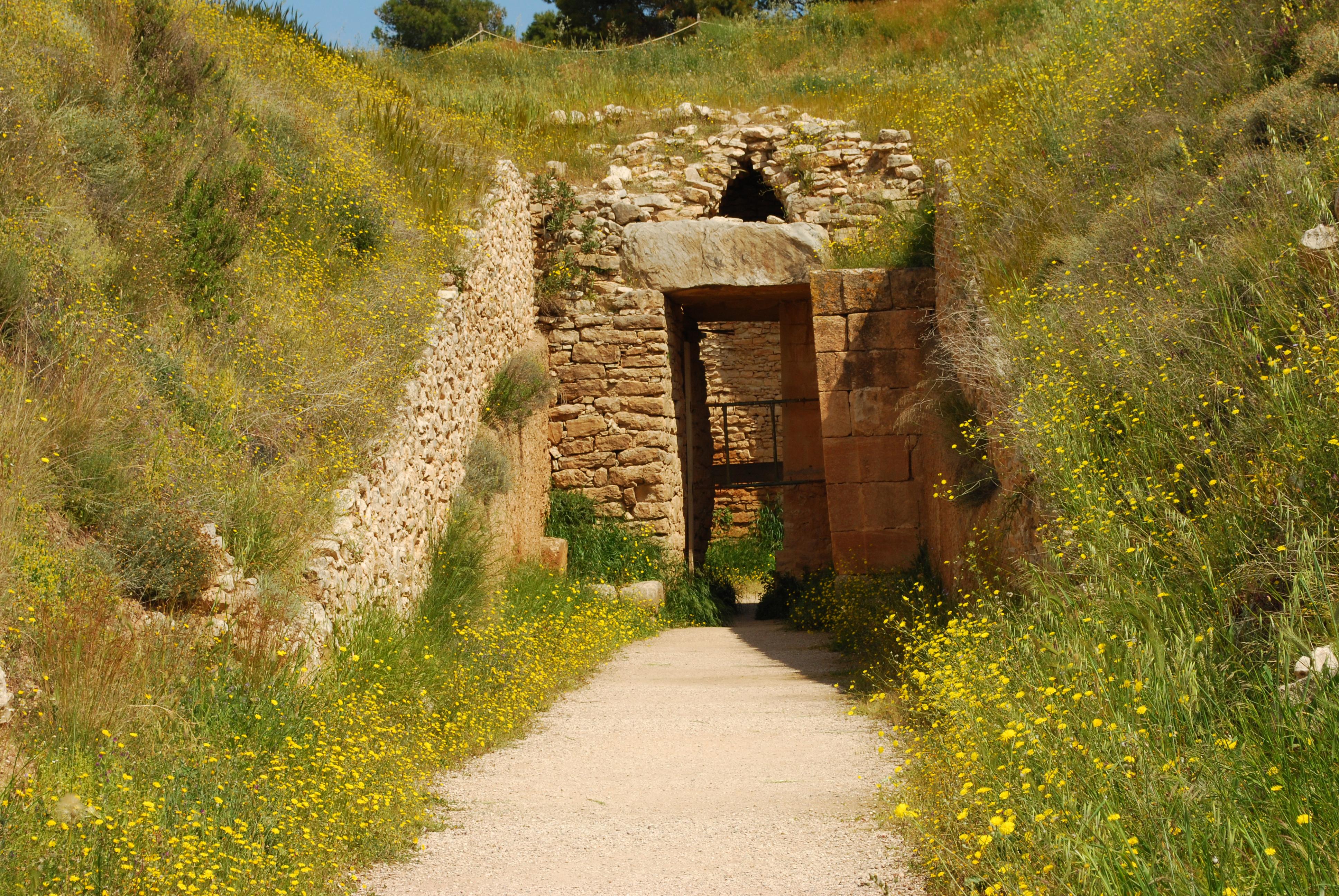
Dromos und Eingang des Grabes des Aigisthos. Über dem Deckstein sieht man das Entlastungsdreieck.

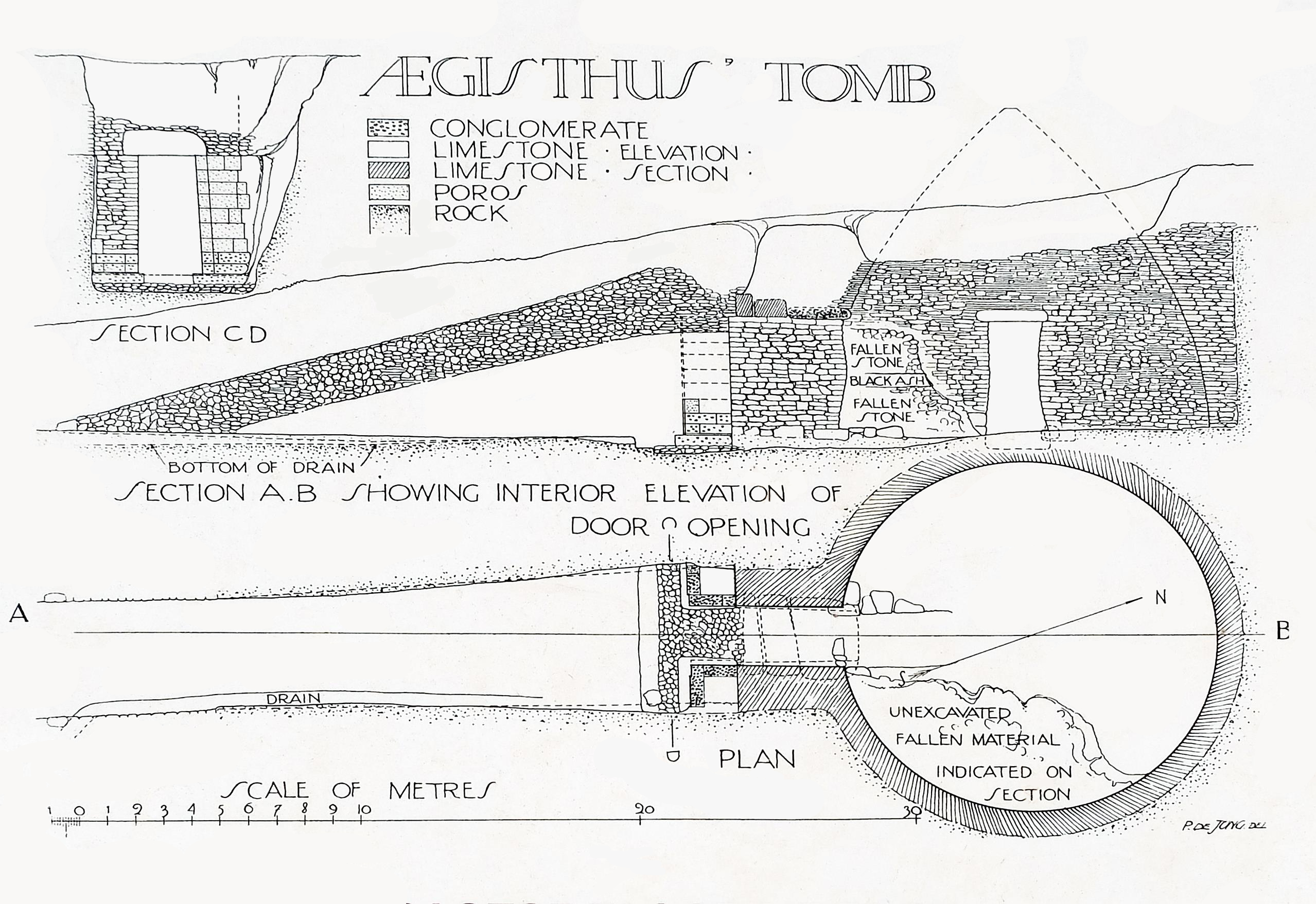
Plan des Grabes

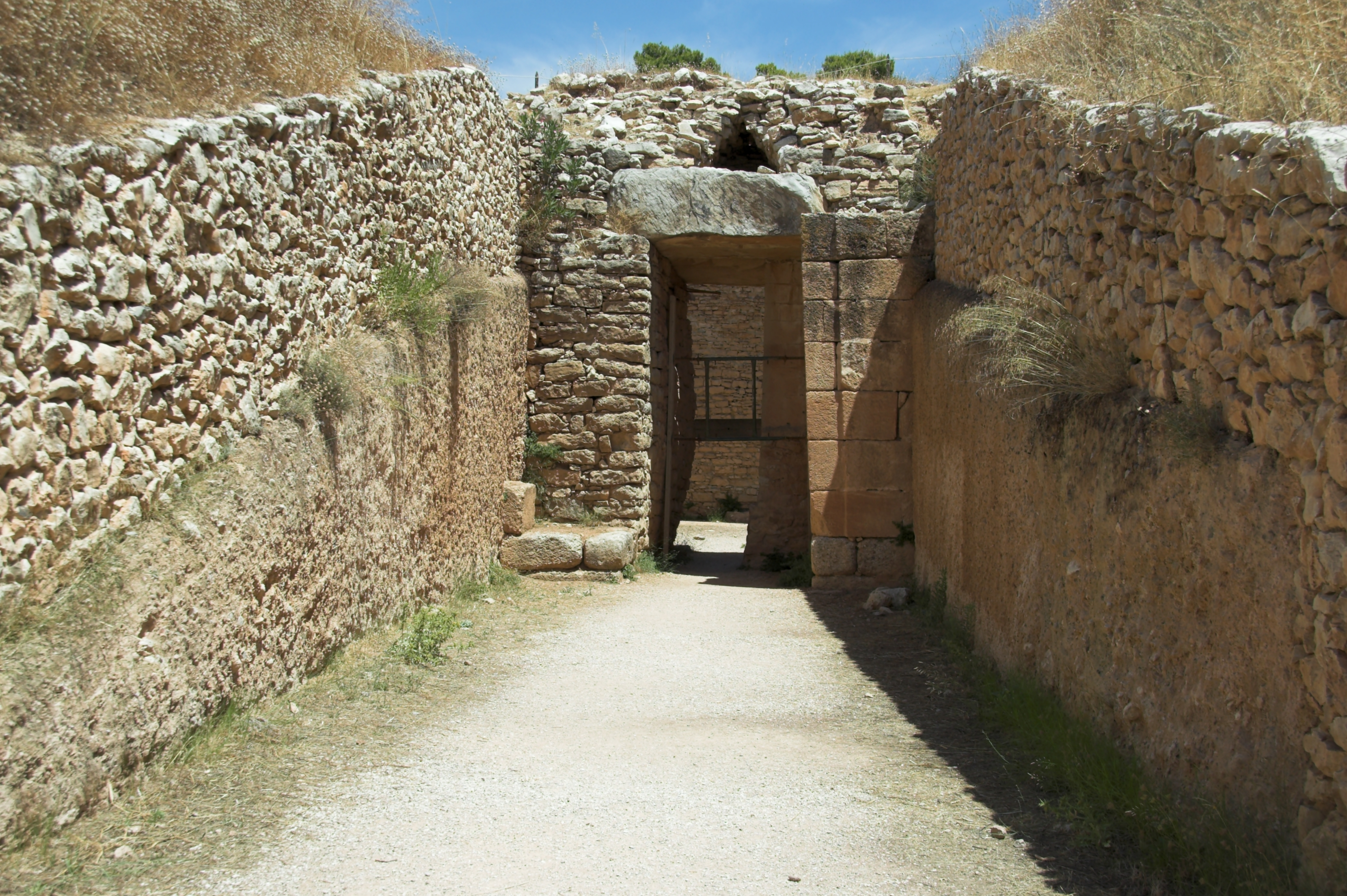
Zu beiden Seiten sieht man die Dromosmauern, unten in den Fels geschlagen und darauf aus kleinen Steinen gemauert.

Grab des Aigisthos (neugriechisch τάφος του Αιγίσθου taphos tou Egisthou) wird ein Tholosgrab in Mykene genannt. Nach der Klassifizierung von Alan Wace gehört es zur ersten Tholos-Gruppe und datiert in die Späthelladische Zeit (SH II A). Es ist das jüngste Tholosgrab dieser Gruppe in Mykene und wurde um 1470 v. Chr. errichtet.

## Benennung
Benannt wurde das Grab nach Aigisthos, dem Geliebten der Klytaimnestra, obwohl es unwahrscheinlich ist, dass er hier begraben wurde. Pausanias berichtete, dass Klytaimnestra und Aigisthos wegen der Ermordung des Agamemnons nicht innerhalb der Stadtmauern begraben werden durften. Deshalb ordnete man die beiden Tholosgräber westlich der Akropolis diesen beiden mythischen Personen zu. Heute weiß man, dass sich die Stadt noch weiter nach Westen ausdehnte und sich diese Gräber innerhalb von Mykene befanden, trotzdem behält man diese Bezeichnungen bei.

## Beschreibung

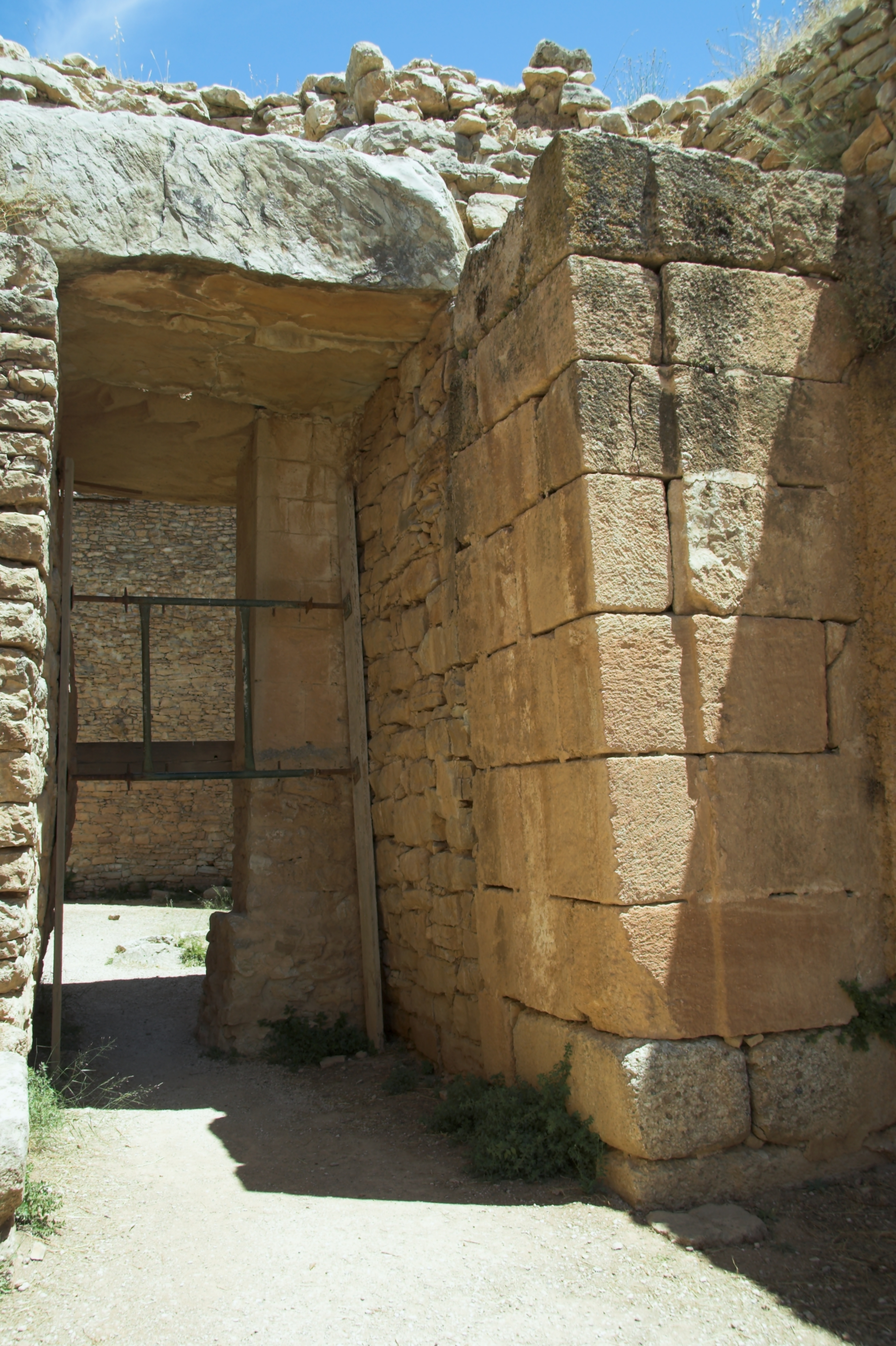
Fassade aus Poros. Im Stomion sieht man die gemauerte Stütze und den waagerechten Stützbalken.

Das Grab liegt etwa 80 m westlich des Löwentors von Mykene. Der Zuweg (Dromos) hat eine Länge von 22,45 m und eine Breite von 4,60 m. Er wurde in den Lehmboden und den darunter liegenden Fels gegraben. Um den Teil der Seitenwände, der nur aus Lehm bestand, zu stabilisieren wurden zu beiden Seiten auf dem Fels Mauern aus groben Feldsteinen und gelbem Lehm errichtet. Als oberer Abschluss diente eine dicke Schicht desselben Lehms. Am südlichen Ende der beiden Seitenwände bildeten zwei große Steine eine Art Ante. Auch auf dem felsigen Boden fand man eine festgestampfte Schicht aus gelbem Lehm, der entweder dort als Bodenbelag aufgetragen oder durch Oberflächenwasser dorthin gespült worden war. Im östlichen Teil des Dromos beginnt etwa 5 m vor der Fassade ein flacher und etwa 0,40 m breiter Drainagekanal, der sich bis zum südlichen Ende auf etwa 0,50 m vertief und schließlich nach Osten abknickt und unter den großen Stein führt.
Die Fassade bestand ursprünglich aus grob behauenen Steinen. Später errichtete man davor eine neue Fassade aus Poros-Kalkstein mit einem um das Tor laufendem Zierrahmen. Hierfür grub man links und rechts etwa 0,80 m tiefe Schächte. Als Fundament dienten grob behauene Steine, die mit gelbem Lehm als Mörtel verbaut wurden. Nun folgten zwei Steinlagen aus Konglomerat- und sieben aus Porossteinblöcken. Sehr wahrscheinlich gab es auch einen Deckstein aus Poros. Von der Porosfassade steht heute nur noch der östliche Teil. Dass die Fassade in zwei Phasen errichtet wurde schließt man aus der Tatsache, dass die Seitenwände und die grobe Fassade ineinandergreifen, während die Porosfassade mit keinem dieser in Verbindung steht. Das Tor war 4,72 m hoch und verjüngte sich von unten von 2,36 m nach oben auf 2,09 m. Der Torweg (Stomion) war insgesamt 5,47 m und ohne die Porosfassade 3,82 m lang.

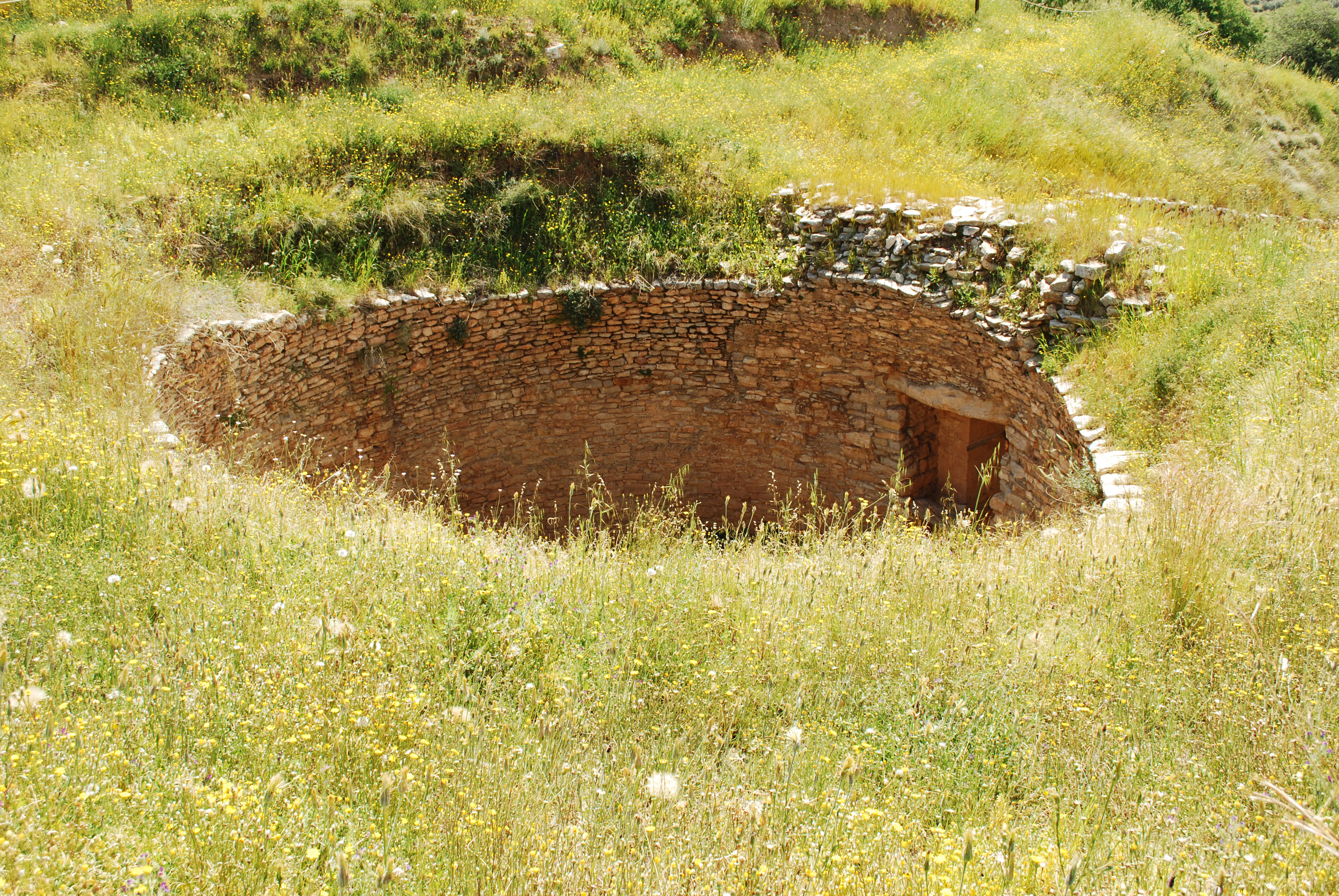
Eingestürzte Kuppel des Grabes

Alan Wace vermutete, dass das Grab erst um 1400 v. Chr. (SH II B–SH III A1) aus ästhetischen Gründen die neue Fassade erhielt. Eine Analyse aller bekannten Tholosgräber ergab jedoch, dass ein Grab von dieser Größe auch über einen entsprechenden Stomion verfügen müsse. Während eine Stomionlänge von 5,47 m genau adäquat erscheint, ist die von 3,82 m viel zu kurz. Es wurde auch darauf hingewiesen, dass eine größere Kuppel aus Stabilitätsgründen eine breitere Auflagefläche benötigt. Aus diesem Grund geht man heute davon aus, dass die Fassade zwar in zwei Phasen errichtet wurde, jedoch die Porosfassade von Anfang an geplant war und nicht viel später errichtet wurde.
Die Decke des Torwegs bilden drei große Decksteine, die zwei äußeren aus Kalkstein und der innere aus Konglomerat. Aus der Tatsache, dass die Decksteine nur wenig länger sind als der Torweg breit ist schloss Wace, dass es kein Entlastungsdreieck geben könne. Dies stellte sich jedoch als falsch heraus. Durch die kurzen Decksteine lastet aber eine sehr große Last auf den Steinen, die die Mauern des Torwegs bilden. So drohten sie bei der Ausgrabung zu bersten oder die Mauern sich nach außen zu wölben. Aus diesem Grund ersetzte Wace einzelne Steine und fügte einen waagerechten Stützbalken ein.
Zum Bau der Grabkuppel wurde ein 8 m tiefes Loch in den Fels geschlagen. Diese Tiefe entspricht der noch heute erhaltenen Höhe der Kuppel. Sie wurde darin als Trockenmauerwerk aus grob behauenen, flachen Steinen aus Kalkstein errichtet, hat einen Durchmesser von 13,96 m und hatte ursprünglich eine Höhe von etwa 13 m. Da man in der Grabkammer kein Grabschacht fand, geht man davon aus, dass die Toten auf dem Boden abgelegt wurden. Im Torweg fand man jedoch einen Schacht von 4 × 2 m Größe und 0,75 m Tiefe. Er war mit großen Steinblöcken aufgefüllt und diente möglicherweise als Grabschacht.
Das Grab wurde um 1250 v. Chr. aufgegeben und ausgeraubt. Während der historischen Zeit stürzte die Kuppel ein. Hierbei stürzte ein Heiligtum oder Altar, der auf dem Grab errichtet war, in die Tiefe. Später wurde die eingestürzte Tholos als Unterschlupf genutzt.

## Funde

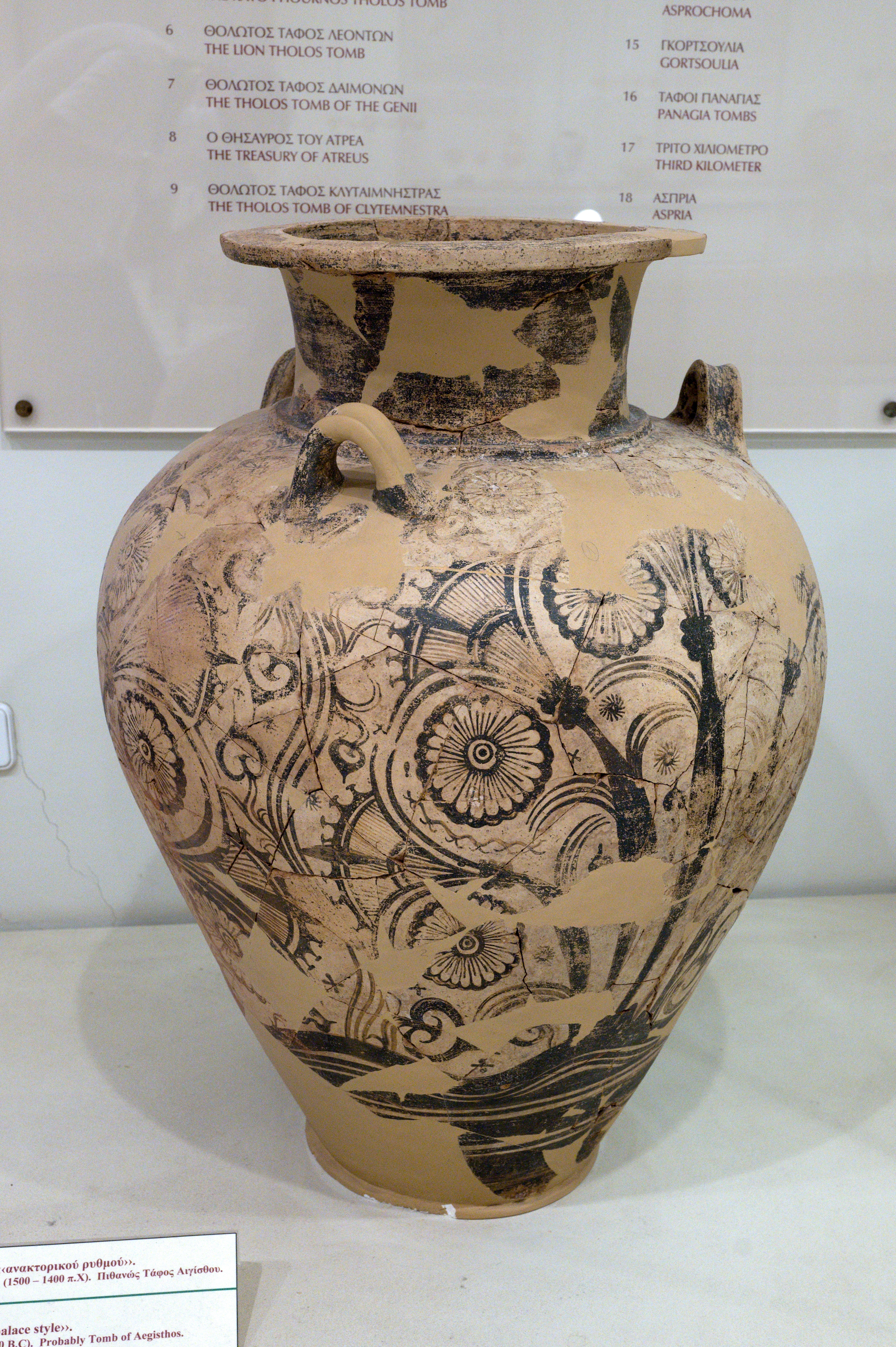
Diese Palaststil-Amphore stammt vermutlich aus dem Grab (SH II, 1500–1400 v. Chr.)

Die reichsten Funde stammen vom Dromos. Hier fand man Keramik, die vom Mittelhelladikum bis in Hellenistische Zeit reichte. An Funden, die wahrscheinlich ursprünglich zum Grabinventar gehörten entdeckte man neben Scherben von Palaststil-Amphoren (SH II) und weiterer Gefäße, einen Eberzahn von einem Eberzahnhelm, ein Anhänger in Form eines Stierkopfs aus Steatit (im Archäologischen Nationalmuseum in Athen ausgestellt, Inv.-Nr. NAMA 6538), ein Spinnwirtel (Konuli) aus Steatit, vier Bruchstücke eines Elfenbeinreliefs zweier Löwen, drei Pfeilspitzen aus Obsidian, Goldfolie und eine Perle aus Karneol. Am südlichen Ende fand man bei zerstörten, hellenistischen Gräbern eine große Anzahl an Tonscherben aus derselben Zeit und eine Bronzemünze aus Heraia aus dem 4. Jahrhundert v. Chr.
Neben Keramik fand man in der Tholos eine Perle aus Bernstein, ein gestempeltes Tonsiegel, den Kopf einer Ahle aus Knochen, eine kleine Menge Blattgold und in einer höheren Schicht eine Kupfermünze.

## Erforschung
1892 wurde das Grab des Aigisthos von Christos Tsountas entdeckt. Da jedoch der innere Deckstein gebrochen war, legte er nur den oberen Teil des Torweges frei. Erst nach 1915 errichtete der Archäologische Service eine aus Steinen gemauerte Stütze. 1921–1922 befreite Alan Wace das Grab größtenteils vom Schutt der Jahrhunderte. Den noch unausgegrabenen südöstlichen Teil der Tholos plante man 1923 auszugraben. Da dieser Teil jedoch einsturzgefährdet war verwarf man dieses Vorhaben. 1924 untersuchten Duncan Mackenzie und Arthur Evans das Grab und fanden Anzeichen eines Tympanon und somit auch für ein Entlastungsdreieck über dem Deckstein. Sie veröffentlichten jedoch diese Annahme nicht. In den Jahren 1954–1957 legte Ioannis Papadimitriou das Grab vollständig frei. 1971 fand belgische Archäologe Jean Servais, der zuvor das dritte Tholosgrab in Thorikos ausgegraben hatte, ebenfalls Anzeichen für ein Tympanon. Aber erst im November 1997 wurde dies überprüft und das Vorhandensein eines Entlastungsdreiecks bestätigt.